# Nikki Yanofsky

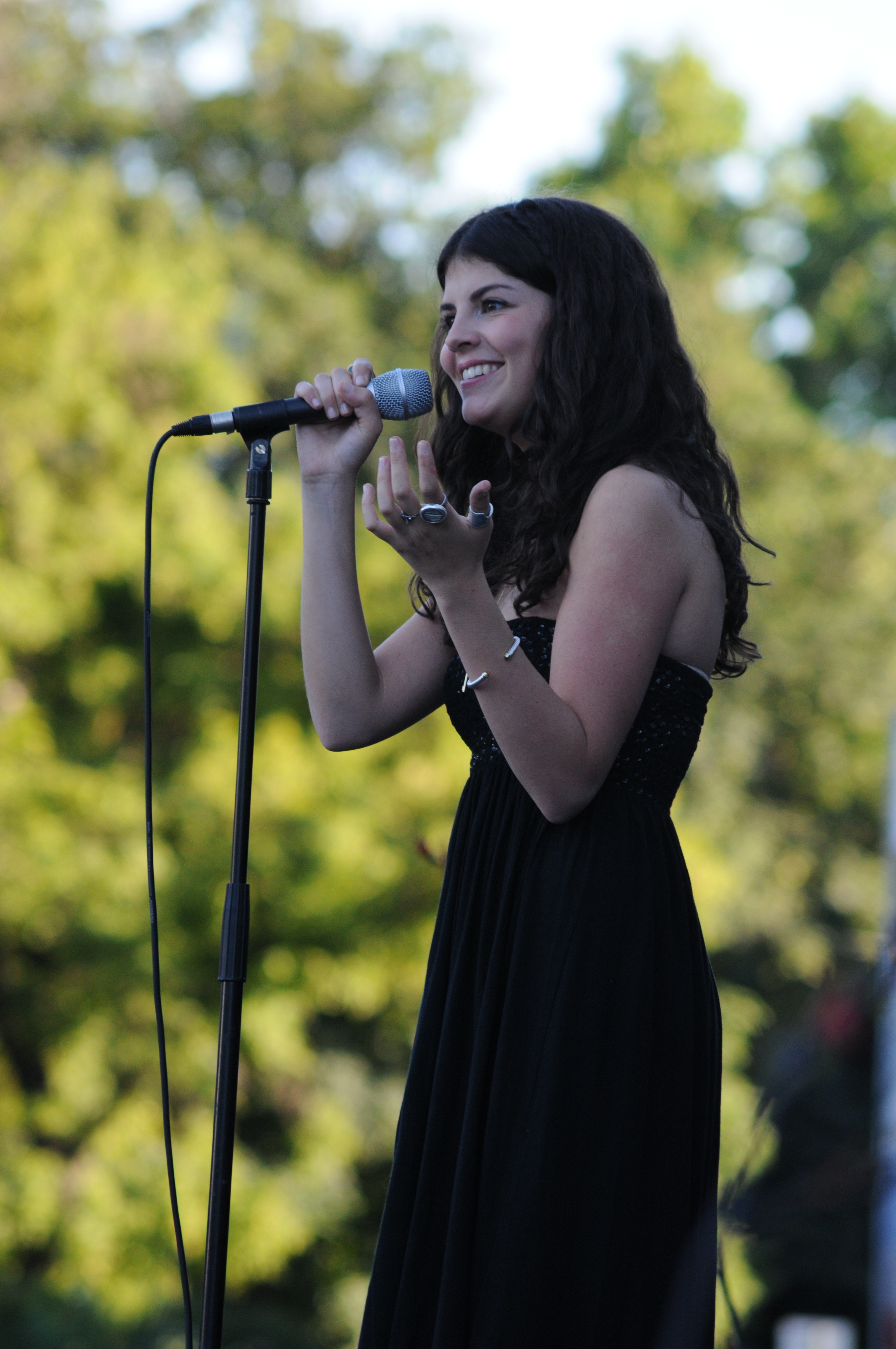

Nikki Yanofsky (Montréal, 1994. február 8. –) kanadai dzsessz- és popénekesnő, dalszövegíró.

## Pályakép
Hithű zsidó családban született és nőtt fel Montréalban. Szülei: Elyssa Rosenthal és Richard Yanofsky. Két idősebb testvére van, Michael és Andrew.
A St. George's Schoolban tanult Montréalban.
Tizenkét éves korában – minden idők legfiatalabb előadójaként – a Montreal Jazz Fesztiválon önálló show-ját mutatta be. Tizenhárom évesen felénekelte az Air Mail Specialt Ella Fitzgeraldtól, ami rákerült a 2007-ben megjelent „We All Love Ella: Celebrating the First Lady of Song” című Verve CD-re. Tizennégy éves korában találkozott először Quincy Jonesszal, húsz éves korában már együtt dolgozott vele és Herbie Hancockkal is.
A bemutatkozó lemeze megjelenésekor 14 éves volt. A XXI. téli olimpián (2010, Vancouver) a kanadai himnuszt ő adta elő.

## Lemezek

### Albumok
- 2008: We love Ella
- 2010: Nikki
- 2014: Little Secret
- 2016: Solid Gold, EP
- 2020: Turn Down the Sound
- 2022:  Nikki by Starlight

### Kislemezek
- 2010: I Believe
- 2010: I Got Rhythm
- 2010: Cool My Heels
- 2010: For Another Day
- 2010: Wavin’ Flag
- 2014: Something New
- 2016: Young Love

### DVD
- 2010: Live in Montréal

### We All Love Ella: Celebrating The First Lady Of Song (2007)
Natalie Cole: A-Tisket, A-Tasket
Chaka Khan: Lullaby Of Birdland
Queen Latifah: The Lady Is A Tramp
Diana Krall & Hank Jones: Dream A Little Dream Of Me
Natalie Cole & Chaka Khan: (If You Can't Sing It) You'll Have To Swing It (a.k.a. Mr. Paganini)
Dianne Reeves: Oh, Lady Be Good!
Lizz Wright: Reaching For The Moon
Ledisi: Blues In The Night
Linda Ronstadt: Miss Otis Regrets
Gladys Knight: Someone To Watch Over Me
Etta James: Do Nothin' Till You Hear From Me
k.d. lang: Angel Eyes
Michael Bublé: Too Close For Comfort
Ella Fitzgerald & Stevie Wonder: You Are The Sunshine Of My Life
- Bonus Tracks:

Dee Dee Bridgewater: Cotton Tail
Nikki Yanofsky: Air Mail Special

## Díjak
- 2009: Canadian Independent Music Awards, Favourite Jazz Artist or Group
- 2010: Canada's Walk of Fame, Allan Slaight Award
- 2011: Female Vocalist of the Year
- 2011 és 2015 – Juno-díj (jelölés): Vocal Jazz Album of the Year; New Artist of the Year